# Biblioteca Italiana
La Biblioteca Italiana è stato un periodico letterario pubblicato a Milano dal 1816 al 1840 durante la dominazione asburgica. Ebbe un ruolo importante nel dibattito culturale del primo Risorgimento italiano, e fu la prima sede della famosa polemica italiana tra classicisti e romantici. 
Quest'ultimi si sarebbero poi staccati dalla Biblioteca, ritenuta troppo conservatrice, per fondare una nuova rivista nel 1818, Il Conciliatore, che consideravano più idoneo alla diffusione delle loro idee.

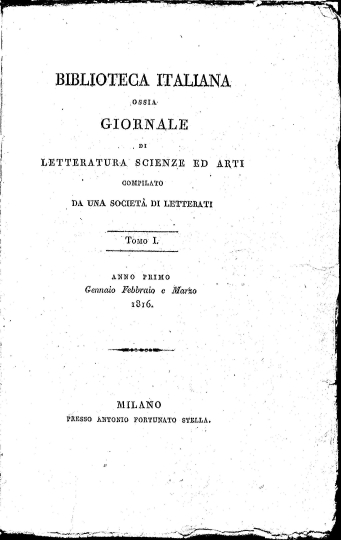
Frontespizio del primo tomo della Biblioteca Italiana (1816).

## La cultura a Milano negli anni Dieci dell'Ottocento
Negli anni in cui fu capitale del Regno d'Italia (1805-1814), Milano raccolse il meglio della produzione letteraria e intellettuale della penisola.
Il 10 agosto 1814 vi giunse dalla Francia Stendhal (dopo brevi visite effettuate nel 1800, 1811 e 1813). Lo scrittore francese vi avrebbe soggiornato (con frequenti interruzioni), fino al 1821. Il 18 agosto 1815 veniva rappresentata con grande successo Francesca da Rimini, tragedia di Silvio Pellico.
Proprio a Milano erano attivi praticamente tutti i letterati del "canone" italiano di quegli anni (Foscolo e Grossi, Monti e Giordani, Porta, Scalvini, Romagnosi) ed era pronta un'altra ricca nidiata (Manzoni, Borsieri, Breme, lo stesso Pellico, Giovanni Berchet).
Nel 1814 terminò l'età napoleonica con il ritorno a Milano degli austriaci. Il governo di Vienna fu rappresentato inizialmente dal feldmaresciallo Heinrich Johann Bellegarde, a cui subentrò nel 1816 il conte Franz Joseph Saurau. Gli scrittori non si piegarono al nuovo potere: proprio sotto il governatorato di Bellegarde, Manzoni compose la poesia Il proclama di Rimini (1815), che sarà poi diffusa nell'aprile 1848, assieme a Marzo 1821, dedicandola all'alter-ego di Eugenio di Beauharnais, Gioacchino Murat.
Il 20 aprile 1816 venne diffusa manoscritta la Prineide, operetta satirica in dialetto milanese sulla morte violenta del Ministro delle Finanze del Regno d'Italia Giuseppe Prina, assassinato nell'aprile di due anni prima durante i violenti fatti milanesi seguiti all'abdicazione di Napoleone: prima fu sospettato Carlo Porta, poi l'autore fu identificato in Tommaso Grossi, condannato a due giorni di prigione (24-26 gennaio 1817).
Per guadagnare alla propria causa almeno gli scrittori che si erano mostrati avversi al dominio francese, Bellegarde e Saurau decisero di finanziare una rivista letteraria.

## Il progetto di un periodico letterario governativo

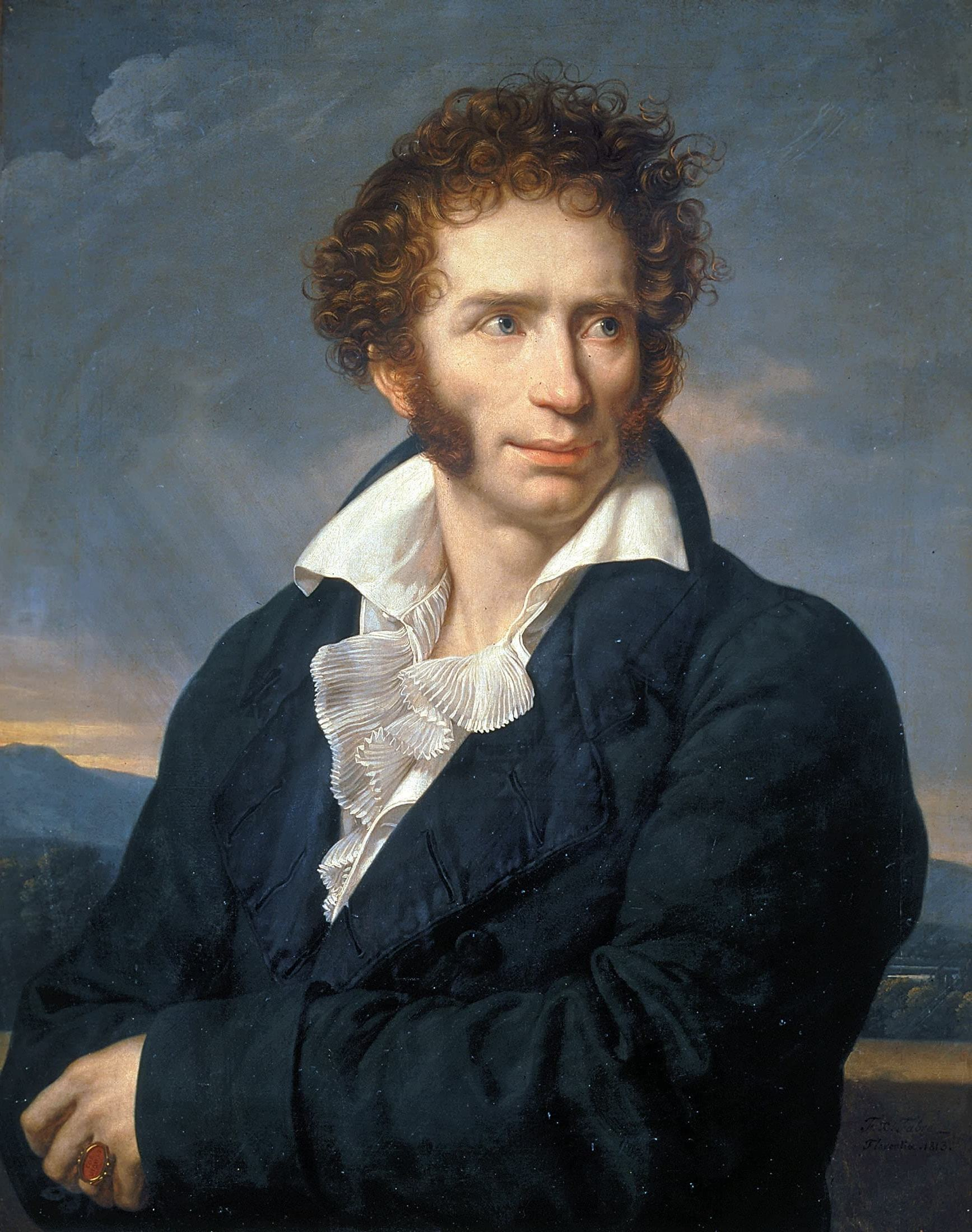
Ugo Foscolo

Heinrich Johann Bellegarde, dominus della politica austriaca nel Lombardo-Veneto, propose a Ugo Foscolo, uno dei più brillanti intellettuali italiani, l'idea di fondare e dirigere un nuovo periodico che avrebbe dovuto diffondere fra le classi colte la simpatia per l'Austria. Foscolo accettò di redigere il progetto e il programma del periodico, che vennero poi approvati dal Saurau. Ma quando il Foscolo, ex funzionario del Regno d'Italia napoleonico, seppe che avrebbe dovuto giurare fedeltà all'imperatore d'Austria, scelse l'esilio.

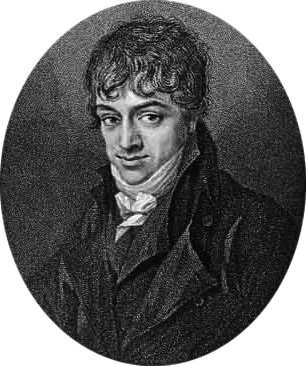
Giuseppe Acerbi

Si trattò di un bello smacco, ma Bellegarde non demorse e fu più fortunato al secondo tentativo: si rivolse a Vincenzo Monti che però accettò solo di fungere da "nominale coadiutore" di Giuseppe Acerbi, il quale accettò, infine, di dirigere il desiderato periodico mensile, battezzato Biblioteca Italiana. Da segnalare che il Manzoni declinò l'invito dell'Acerbi a collaborare.
Bellegarde e Saurau presero un'ulteriore precauzione, garantendosi che la vita del periodico dipendesse dalle sovvenzioni statali: alla nascita, infatti, "invitò" prefetti («imperial regi delegati») e commissari vari a sottoscrivere ciascuno un abbonamento, ciò che essi fecero in 800. Ciò permise all'Acerbi di pubblicare la rivista in una quantità eccezionale copie: 1600. Ciò mentre nessuno degli altri giornali pubblicati in Italia (a Milano lo Spettatore, i Dialoghi della Morte, due giornali medici, un giornale medico a Padova, due giornali a Firenze, due a Napoli ed uno «da qualche altra parte») vendeva più di 400 copie.

## Vita dellaBiblioteca Italiana

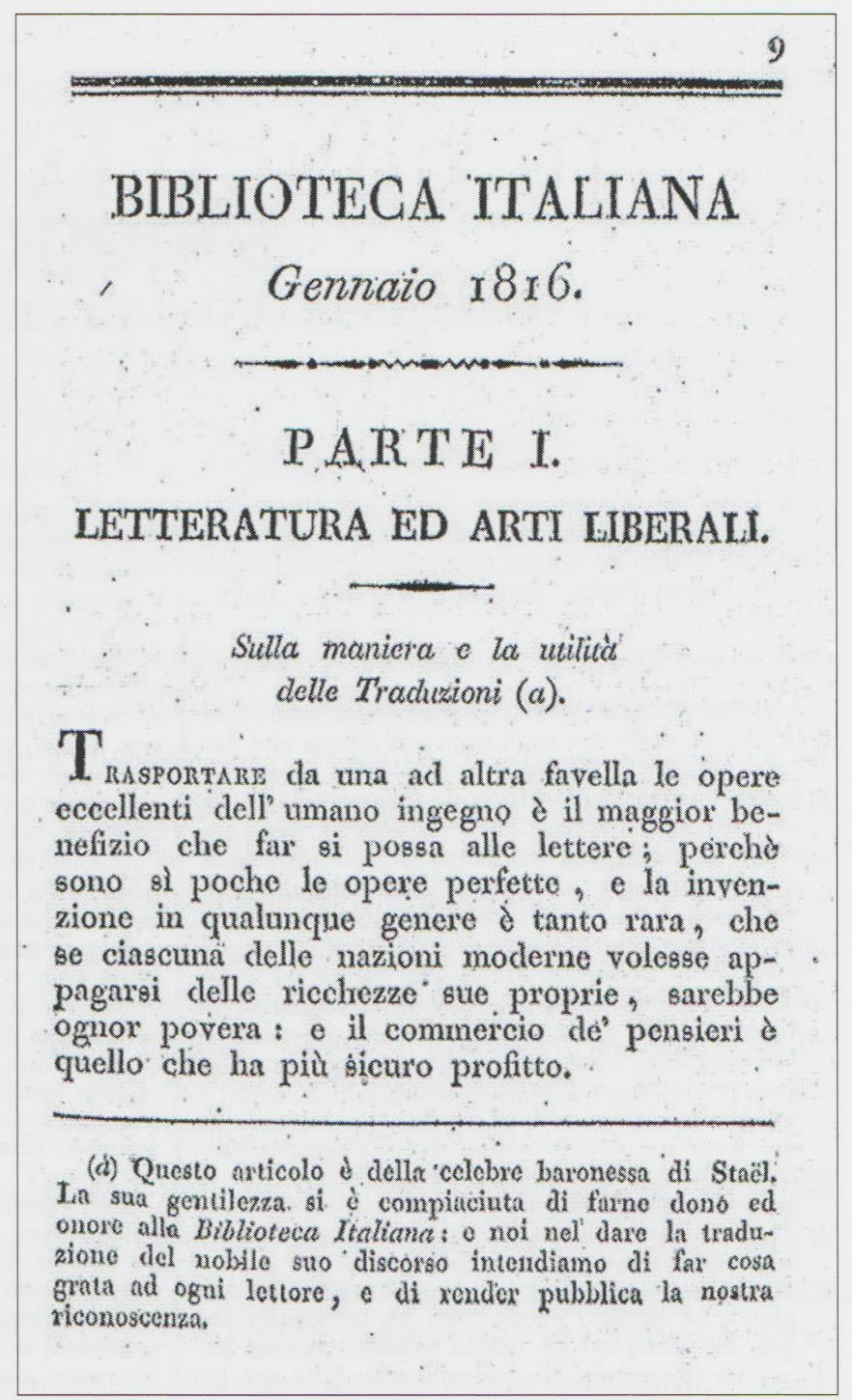
Incipit del celebre articolo di Madame de Staël sull'utilità delle traduzioni, pubblicato sul N. 1 della Biblioteca Italiana (1816)

Si doveva trattare, quindi, di un luogo di dibattito letterario ma subito i «cattivi sudditti» ne fecero un uso politico. Nel primo numero del 29 gennaio 1816 l'Acerbi pubblicò, infatti, un articolo di Madame de Staël sulla maniera e l'utilità delle traduzioni. Esso ebbe un effetto dirompente, dando il via alla polemica tra classici e romantici. I giovani intellettuali (Borsieri, Breme, Berchet) si schierarono decisamente per il rinnovamento romantico, l'esaltazione dell'eroismo e della stirpe, in aperto contrasto con l'atteggiamento neo-classico del Monti, prediletto dai censori austriaci, e del meno allineato Pietro Giordani.

### La censura
Una vivace cronaca di quei giorni venne riferita da John Cam Hobhouse (in soggiorno a Milano con Lord Byron) che ebbe lunghi colloqui con l'Acerbi. Non si poteva trattare di politica né di fisica “se riferita a materie religiose” (quindi erano vietati riferimenti al sistema galileiano) ed erano bandite le commedie (in quanto potevano riferirsi alla vita dei potenti o, direttamente, del potere). Era bandita l'indagine storica se non favorevole al governo occupante: proibiti, quindi, Edward Gibbon, David Hume e Voltaire e Locke. 

Nel campo della letteratura occorreva scegliere fior da fiore: Vittorio Alfieri era proibito, un giovanissimo Silvio Pellico si vide censurare molti passaggi della "Francesca da Rimini", ma lo stesso Vincenzo Monti, prima di pubblicare un'edizione di Virgilio e Cornelio Nepote, dovette chiedere il consenso del Concilio Aulico di Vienna. Quando il conte Perticari, genero del Monti, gli inviò la sua "Canzone alla Morte di Pandolfo Collenucio", esaltato come vittima della tirannide, Acerbi dovette prima subire la censura di un consigliere di stato, che ne cassò molti passaggi, salvo vederselo approvare dal Saurau. L'autorizzazione venne vissuta, riferisce l'Hobhouse, come “un gesto di grande liberalità”.
Restava la letteratura "non impegnata", anche se l'Acerbi lamentava che “come editore della Biblioteca, aveva grande difficoltà nella scelta degli articoli: obbligato a scegliere il meglio del brutto”. Ciò avveniva nonostante il fatto che l'Acerbi fosse il primo editore di giornali a pagare gli articoli pubblicati (“40 franchi alla pagina”, riferisce l'Hobhouse).
La vita del periodico procedette tra mille difficoltà, fino a quando, due anni e mezzo dopo la sua nascita, i romantici uscirono dalla Biblioteca per dare vita (dal 3 settembre 1818) al bisettimanale Il Conciliatore, a sua volta colpito duramente dalla censura austriaca e costretto a chiudere dopo pochi mesi. La sua principale colpa fu, sicuramente, di avere dei ricchi finanziatori privati che lo rendevano indipendente dal potere politico (con ciò violando un postulato essenziale della cultura cortigiana, che Francesco II desiderava tollerare).

La redazione e i suoi finanziatori (il meglio della nobiltà lombarda, da Federico Confalonieri a Luigi Porro Lambertenghi) si sarebbe presto ritrovata nella Carboneria e, di lì, in esilio o al carcere dello Spielberg.

### La chiusura
Nonostante gli austriaci mantenessero sotto stretto controllo la vita culturale milanese, non riuscirono a coagulare attorno a sé un vero consenso politico.
Fallito lo scopo di diffondere fra le classi colte la simpatia per l'Austria, nel 1840 la Biblioteca Italiana venne soppressa; la sua pubblicazione terminò con il numero dell'ottobre-dicembre di quell'anno. 
Seguì la nascita del Giornale dell'I. R. Istituto Lombardo di scienze, lettere e arti che ne fu continuazione dal luglio 1841.

## Direttori
- 1816-1825 Giuseppe Acerbi[2]
- 1826-1837 Robustiano Gironi, Ignazio Fumagalli, Francesco Carlini
- 1837-1839 Gaspare Brugnatelli, Ignazio Fumagalli, Francesco Carlini
- 1839-1840 Francesco Carlini, Paolo Configliachi, Pietro Giordani, G. Ferrario, Bartolomeo Catena e G. B. Fantonetti.